# روزا دي كاستيلا
روزا دي كاستيلا (30 مايو 1931 - 1 أغسطس 2022)، هي مغنية وممثلة مكسيكية، ولدت في 30 مايو 1931 في إنكارناسيون دي دياز ‏ في المكسيك.

## وصلات خارجية
- روزا دي كاستيلا على موقع IMDb (الإنجليزية)
- روزا دي كاستيلا على موقع ميوزك برينز (الإنجليزية)
- روزا دي كاستيلا على موقع قاعدة بيانات الفيلم (الإنجليزية)